# Speothos pacivorus
Speothos pacivorus és un parent extint del gos dels matolls. Se n'han trobat fòssils que daten del Plistocè superior. En comparació amb el gos dels matolls, S. pacivorus era més gran i tenia les dents molars amb arrels dobles. Fou descrit a partir de fòssils descoberts al Brasil.